# Pseuduvaria villosa
Pseuduvaria villosa är en kirimojaväxtart som beskrevs av L.W. Jessup. Pseuduvaria villosa ingår i släktet Pseuduvaria och familjen kirimojaväxter. Inga underarter finns listade i Catalogue of Life.